# Abbesse (ruisseau)
Pour les articles homonymes, voir Abbesse (homonymie).
Le ruisseau de l'Abbesse est un ruisseau du département de l'Eure et un affluent droit de la Calonne donc un sous-affluent du fleuve côtier la Touques.

## Géographie
De 5 km de longueur, le ruisseau de l'Abbesse prend sa source à Saint-Aubin-de-Scellon, à 160 m d'altitude, au lieu-dit le Fleurial.
Il conflue en rive droite dans la Calonne, sur la commune de Bailleul-la-Vallée, à 101 m d'altitude, dans le département de l'Eure.

### Communes et cantons traversés
Dans le seul département de l'Eure, le ruisseau de l'Abbesse traverse les quatre communes suivantes, de l'amont vers l'aval, de Saint-Aubin-de-Scellon (source), Heudreville-en-Lieuvin, Fresne-Cauverville, et Bailleul-la-Vallée.
Soit en termes de cantons, le ruisseau de l'Abbesse prend source et conflue dans le même canton de Beuzeville, dans l'arrondissement de Bernay.

### Bassin versant
Le ruisseau de l'Abbesse traverse une seule zone hydrographique, la Calonne de sa source au confluent de la rivière d'Angerville (inclus).

## Affluents
Le ruisseau de l'Abbesse n'a pas d'affluent référencé. 

### Rang de Strahler
Son rang de Strahler est donc de un.

## Écologie et aménagements
La source Béghin est signalée par Géoportail sur Fresne-Cauverville à 125 m d'altitude environ.